# ISO 3166-2:CR
ISO 3166-2:CR é a entrada para Costa Rica em ISO 3166-2, parte do padrão ISO 3166 publicado pela Organização Internacional para Padronização (ISO), que define códigos para os nomes das principais subdivisões de todos os países codificados em ISO 3166-1. Atualmente para Costa Rica, códigos ISO 3166-2 são definidos por 7 províncias. Cada código é composto de duas partes, separadas por um hífen. A primeira parte é CR, o código ISO 3166-1 alfa-2 de Costa Rica, A segunda parte é de uma ou duas letras.

## Códigos atuais
Códigos ISO 3166 e nomes das subdivisões estão listadas como é o padrão oficial publicada pela Agência de Manutenção (ISO 3166/MA).
As colunas podem ser classificadas clicando nos respectivos botões.
| Código | Província  |
| ------ | ---------- |
| CR-A   | Alajuela   |
| CR-C   | Cartago    |
| CR-G   | Guanacaste |
| CR-H   | Heredia    |
| CR-L   | Limón      |
| CR-P   | Puntarenas |
| CR-SJ  | San José   |